# Salade juive
La salade juive cuite au barbecue est une recette de cuisine comprenant des poivrons et des tomates, de l'huile d'olive, du cumin, du sel, du poivre et de l'ail.